# Lohja
Lohja (en sueco: Lojo, /ˈlohjɑ/) es una ciudad de Finlandia que se encuentra en la Región de Uusimaa. En 2017 la ciudad tenía una población de 47 518 habitantes, y una superficie de 1.109,73 kilómetros cuadrados; de los cuales 91,78 km² o el 8,3 %, son de agua. La densidad de población es de 131,81 habitantes por kilómetro cuadrado. Lohja se encuentra cerca del área metropolitana de Helsinki, y se beneficia de una buena red de carreteras. Se puede llegar a Helsinki por la autopista E18 en menos de una hora. Lohja es el cuarto municipio con más casas de verano de Finlandia, con 8468 situadas en la ciudad a junio de 2018. El municipio es bilingüe, con una mayoría de finlandeses y una minoría de suecos. Solo el 3,5 % de sus habitantes hablan sueco como lengua materna. Lohja limita con los municipios de Inkoo, Karkkila, Raseborg, Salo, Siuntio, Somero, Tammela y Vihti.
Lohja ha sido un centro de la población y la economía de Uusimaa occidental desde principios del siglo XIV. En la Edad Media era un importante centro de comercio. Los habitantes de la zona se encontraban entre los pioneros de la industria minera y de materiales de construcción finlandesa. Lohja tiene una larga tradición en la horticultura y sobre todo en la jardinería. 
El paisaje de Lohja se caracteriza por casas solariegas y  jardines. Su área está dividida por la cresta de Lohja, que forma una cuenca para el sistema de lagos más grande de Uusimaa, Lohjanjärvi. Sobre todo, Por esto Lohja también recibe el nombre de "ciudad de los lagos". La iglesia de San Lorenzo de origen medieval es lo más destacado desde el punto de vista arquitectónico del centro de Lohja, que también incluye una mezcla heterogénea de edificios que datan en su mayoría de la década de 1960. También destaca en el centro del municipio la biblioteca de Lohja, un edificio moderno inaugurado en 2005.
El equipo de futbol local es el Lohjan Pallo.